# Туруноїдні
Туруноїдні (Caraboidea) — надродина жуків підряду хижих жуків (Adephaga).

## Морфологія
Ця надродина включає більшість видів жуків-хижаків. Представники гріпи мають нечленисті, тонкі вусики і подовжені очі.

## Поширення
Група поширена по всьому світі.

## Класифікація
Склад надродини досі є спірним, до неї відносять від 3 до 7 родин.
Перелік родин згідно ресурсу Fauna Europaea, станом на серпень 2013 року:
- Carabidae — туруни
- Dytiscidae — плавунці́
- Gyrinidae
- Haliplidae — плавунчики (або виділяють у окрему надродину галіплоїдних (Haliploidea))
- Hygrobiidae
- Noteridae
- Trachypachidae (або вважається базальною групою серед хижих жуків)